# Institut estonien du cinéma
L' Institut estonien du cinéma (en estonien : Eesti Filmi Instituut) est l'organisme public de financement du cinéma estonien, financé par le budget de l'État de la République d'Estonie. Fondée en 1997 par le ministère estonien de la Culture, la fondation finance et promeut les productions cinématographiques dont au moins un des producteurs participants est une société de production estonienne indépendante. Il établit et développe des contacts internationaux dans le domaine du cinéma, soutient la formation des cinéastes estoniens et gère la base de données sur le cinéma estonien (EFIS),,.
Jusqu'en 2013, l'institution était connue sous le nom de Fondation estonienne du cinéma (en estonien : Eesti Filmi Sihtasutus).
L'Estonie est membre de la Promotion du cinéma européen, de Media Plus, de l'Observatoire européen de l'audiovisuel et d'Eurimages.